# Lajeado Grande (kommun)
Lajeado Grande är en kommun i Brasilien.   Den ligger i delstaten Santa Catarina, i den södra delen av landet, 1 300 km söder om huvudstaden Brasília. Antalet invånare är 1 490.
Omgivningarna runt Lajeado Grande är en mosaik av jordbruksmark och naturlig växtlighet. Runt Lajeado Grande är det ganska tätbefolkat, med 60 invånare per kvadratkilometer.